# Лаґевники (Косцянський повіт)
Лаґевники (пол. Łagiewniki, нім. Hohensand) — село в Польщі, у гміні Косцян Косцянського повіту Великопольського воєводства.
Населення — 216 осіб (2011).
У 1975-1998 роках село належало до Лешненського воєводства.

## Демографія
Демографічна структура станом на 31 березня 2011 року:
|          | Загалом | Допрацездатний вік | Працездатний вік | Постпрацездатний вік |
| -------- | ------- | ------------------ | ---------------- | -------------------- |
| Чоловіки | 107     | 19                 | 81               | 7                    |
| Жінки    | 109     | 17                 | 72               | 20                   |
| Разом    | 216     | 36                 | 153              | 27                   |